# Мацими
Мацими (груз. მაწიმი) — село в Грузии, в муниципалитете Лагодехи края Кахетия. 

## География
Село расположено в восточной части края, в 4 километрах по прямой к юго-востоку от центра муниципалитета Лагодехи. Высота центра — 380 метров над уровнем моря.

## Население
По данным переписи населения 2014 года, в селе проживало 618 человек.
| Год  | Население | Мужчины | Женщины |
| ---- | --------- | ------- | ------- |
| 2002 | 819       | 385     | 464     |
| 2014 | 618       | 303     | 315     |